# Ostheim
Ostheim je občina v departmaju Haut-Rhin francoske regije Alzacija.
Leta 1990 je v občini živelo 1 335 oseb oz. 164 oseb/km².